# Partali Toruan
Partali Toruan is een bestuurslaag in het regentschap Tapanuli Utara van de provincie Noord-Sumatra, Indonesië. Partali Toruan telt 2775 inwoners (volkstelling 2010).